# Балой-Лам
Балой-Лам (чечен. Балойн-Лам, букв. «Гора балойцев»; Балойлам) — горная вершина в Ачхой-Мартановском районе Чечни, в междуречье Осухи, левого притока Гехи, и Белая Шалажи — левой составляющей реки Шалажа (бассейн Сунжи). Высота над уровнем моря составляет 2029,9 метра. В звене горы Балойн-Лам имеются две возвышенности: Боккха-Таш-Корта и Жома-Таш-Корта на картах Таши-Корт.

## История
Согласно преданию, на горе Балойлам некогда зародилось воинственное чеченское этническое общество балой. Ныне представители этого тайпа живут в таких городах как Грозный, Аргун, Гудермес, Ойсхара и в населённых пунктах Пседах, Бердакел, Курчалой, Гелдагана, Цоцин-Юрте, Иласхан-Юрте; и переселившиеся на Ближний Восток в период мухаджирства балой проживают в турецких городах Чардакх и Стамбул, а также на территории Ирака, Иордании и Сирии.